# Jessica Jerome
Jessica Jerome (* 8. Februar 1987 in Jacksonville, Florida) ist eine ehemalige US-amerikanische Skispringerin.

## Werdegang
Das Skispringen versuchte Jessica Jerome im Alter von sieben Jahren, kurz nachdem ihre Familie nach Park City, Utah umgezogen war, zum ersten Mal. 2001 und 2002 wurde sie Junioren-Olympiasiegerin. Ferner holte sie vier Mal Gold bei den Nationalen Meisterschaften und startete bei den Olympischen Winterspielen 2002 in Salt Lake City als Vorspringerin bei den Wettbewerben.
Ihr erster großer internationaler Erfolg, war der Sieg beim FIS-Ladies-Grand-Prix im Februar 2004 in Schönwald im Schwarzwald. Die Saison 2006 schloss sie mit sieben Podestplatzierungen die Continental-Cup-Serie als Dritte, hinter Anette Sagen und Lindsey Van ab. Nach einem Trainingssturz im Dezember 2006 musste sie die Folgesaison frühzeitig wegen gerissener Bänder im rechten Knie beenden. Ein Jahr später wurde sie mit einem dritten Rang und acht weiteren Platzierungen in den Top Ten Siebte in der COC-Gesamtwertung.
Bei den US-amerikanischen Meisterschaften im Skispringen 2009 in Lake Placid gewann sie im Einzel vor Sarah Hendrickson und Abby Hughes die Goldmedaille.
Im Dezember 2010 feierte sie ihren ersten Sieg in einem Continental-Cup-Springen. Ab Dezember 2011 startete Jerome im neu geschaffenen Weltcup. Am 8. Januar 2012 erreichte sie in Hinterzarten mit dem dritten Platz ihr erstes Podium und damit ihre bis dahin beste Einzelplatzierung.
Ende Dezember 2013 gewann Jerome die US-Trials und sicherte sich damit ihre Nominierung für die Olympischen Winterspiele 2014 in Sotschi. Bei der olympischen Premiere des Damenskispringens belegte Jerome als beste US-Amerikanerin den 10. Rang. Am 2. März 2014 erreichte sie mit dem zweiten Platz beim Springen in Râșnov ihre beste Weltcup-Platzierung.

## Erfolge

### Continental-Cup-Siege im Einzel
| Nr. | Datum            | Ort       | Typ           |
| --- | ---------------- | --------- | ------------- |
| 1.  | 7. Dezember 2010 | Rovaniemi | Normalschanze |

## Statistik

### Weltcup-Platzierungen
| Saison  | Platz | Punkte |
| ------- | ----- | ------ |
| 2011/12 | 09.   | 395    |
| 2012/13 | 09.   | 422    |
| 2013/14 | 10.   | 374    |
| 2014/15 | 18.   | 168    |

### Grand-Prix-Platzierungen
| Saison | Platz | Punkte |
| ------ | ----- | ------ |
| 2012   | 13.   | 82     |
| 2013   | 23.   | 69     |

### Continental-Cup-Platzierungen
| Saison  | Platz | Punkte |
| ------- | ----- | ------ |
| 2001/02 | 283.  | 001    |
| 2004/05 | 005.  | 525    |
| 2005/06 | 003.  | 860    |
| 2006/07 | 013.  | 346    |
| 2007/08 | 007.  | 440    |
| 2008/09 | 017.  | 230    |
| 2009/10 | 012.  | 377    |
| 2010/11 | 006.  | 598    |
| 2011/12 | 013.  | 100    |